# مياسة
مياسة (بالكردية: Meyasê‏) هي قرية سوريّة تتبع إداريّاً لمحافظة حلب منطقة أعزاز ناحية نبل منذ عام 1975. بلغ تعداد سكانها 476 نسمة حسب التعداد السكاني لعام 2004.